# Força Aèria d'Estònia
La Força Aèria Estònia (en estonià: Eesti Õhuvägi) és la branca de les Forces Armades d'Estònia la funció de les quals és la vigilància de l'espai aeri d'Estònia. Es troba localitzada a la base aèria de Ämari, i opera amb dos avions Antónov An-2 i quatre helicòpters Robinson R44, a més de dos avions Aero L-39 Albatros arrendats per a missions d'entrenament.
A causa que no compta amb capacitat de combat aeri, la defensa aèria d'Estònia, igual que la de Letònia i Lituània, està garantida des del 30 de març de 2004 per l'OTAN, la qual efectua una rotació cada quatre mesos entre els seus estats membres, els quals arribat el seu torn han d'enviar quatre aeronaus a Lituània amb la missió de realitzar el control aeri dels tres països bàltics, en una missió denominada Patrulla Aèria Bàltica (més coneguda per la seva denominació en anglès Baltic Air Policing).
Compta amb bateries de defensa aèria equipades amb 100 canons ZU-23-2 i míssils Mistral. El radar primari d'Estònia és un Lockheed Martin TPS-117 que es troba localitzat a Kellavere i està integrat en la xarxa de defensa aèria BaltNet dels països bàltics. La base aèria d'Ämari també alberga un radar analògic de curt abast ASR-8.

## Aeronaus i equipament
L'actual Força Aèria d'Estònia ha estat reconstruïda a partir de la infraestructura militar que l'exèrcit rus des de 1994, any en el qual l'última unitat de l'exèrcit rus va abandonar el país. La majoria dels recursos amb els quals compte es troben a la base aèria d'Ämari, encara que a causa de la manca d'una infraestructura militar aeronàutica moderna, el desenvolupament de la Força Aèria d'Estònia ha estat molt lent, i compta amb poques unitats.
| Aeronau            | Imatges | Origen          | Tipus                 | Versions | En servei |
| Avions             | Avions  | Avions          | Avions                | Avions   | Avions    |
| ------------------ | ------- | --------------- | --------------------- | -------- | --------- |
| Aero L-39 Albatros |         | República Txeca | Avió d'entrenament    | L-39C    | 2         |
| Antonov An-2       |         | Federació Rusa  | Avió de transport     | An-2     | 2         |
| Helicòpters        |         |                 |                       |          |           |
| Robinson R44       |         | Estats Units    | Helicòpter polivalent | R44      | 4         |

### Radars
- Radars de cerca aèria tridimensional LM AN/TPS-117
- Radiolocalizadors passius VERA-I
- Sistemes de defensa aèria i vigilància Giraffe-75

### Aeronaus històriques
- PZL-104
- Mil Mi-2